# Михайловський сільський округ (Мендикаринський район)
Миха́йловський сільський округ (каз. Михайлов ауылдық округі, рос. Михайловский сельский округ) — адміністративна одиниця у складі Мендикаринського району Костанайської області Казахстану. Адміністративний центр — село Михайловка.
Населення — 2969 осіб (2021; 4441 у 2009, 5475 у 1999, 6004 у 1989).
Станом на 1989 рік існували Борківська сільська рада (села Борки, Тетяновка, селища Кумтобе, Новоборковський) та Михайловська сільська рада (села Архиповка, Михайловка, Степановка). Село Новоборковське ліквідовано 2009 року, село Кумтобе — також 2009 року. 2019 року Борківський сільський округ був розділений на Борківську сільську адміністрацію та Тетяновську сільську адміністрацію, які одразу увійшли до складу Михайловського сільського округу.

## Склад
До складу округу входять такі населені пункти:
| Населений пункт      | Старі назви     | Населення, осіб (1989) | Населення, осіб (1999) | Населення, осіб (2009) | Населення, осіб (2021) |
| -------------------- | --------------- | ---------------------- | ---------------------- | ---------------------- | ---------------------- |
| Архиповка, село      | -               | 706                    | 709                    | 681                    | 563                    |
| Борки, село          | -               | 1410                   | 1298                   | 1098                   | 304                    |
| Кумтобе, село        | -               | 237                    | 89                     | -                      | -                      |
| Михайловка, село     | -               | 1477                   | 1359                   | 1165                   | 995                    |
| Новоборковське, село | Новоборковський | 126                    | 118                    | 37                     | -                      |
| Степановка, село     | -               | 1485                   | 1415                   | 1227                   | 1101                   |
| Тетяновка, село      | -               | 563                    | 487                    | 233                    | 6                      |